# Seegefecht von Arnemuiden
Die Seeschlacht von Arnemuiden wurde am 21. September 1338 zwischen England und Frankreich zu Beginn des Hundertjährigen Krieges ausgetragen. Es war die erste Seeschlacht des Hundertjährigen Krieges und die erste Seeschlacht überhaupt, die mit Kanonen ausgetragen wurde.
Eine große französische Flotte unter den Admirälen Hugues Quieret und Nicolas Béhuchet attackierte im Seekrieg auf dem Ärmelkanal 1338–1340 die südenglische Küste, um den Handel zu stören und küstennahe Städte auszurauben. Am 21. September 1338 sichteten sie eine kleine Flottille von fünf englischen Nefs, die eine große Menge Wolle für die Tuchmacher in Flandern geladen hatten. Obwohl nominal der französischen Krone unterstehend, waren die Flamen Alliierte des englischen Königs Edward III. Die Schlacht fand in der Nähe der Hafenstadt Arnemuiden auf der Insel Walcheren, heute Teil der Niederlande aber damals zur Grafschaft Flandern gehörend, statt.
Überwältigt von der zahlenmäßigen Überlegenheit und mit nur einem Teil der Besatzung an Bord, kämpften die englischen Schiffe tapfer, insbesondere die Christopher mit ihren drei Kanonen und einer Handfeuerwaffe unter dem Befehl von John Kingston, dem Kommandeur der Flottille. Kingston kapitulierte erst nach einem ganzen Tag Kampf und nachdem fast alle seine Männer kampfunfähig waren. Die Franzosen übernahmen die wertvolle Ladung und fügten die fünf Nefs ihrer Flotte hinzu. Alle gefangenen englischen Seeleute wurden auf Befehl von Nicolas Béhuchet hingerichtet. Nach der Schlacht von Sluis knapp zwei Jahre später wurde Béhuchet für diese Tat von den Engländern gehängt.